# Marburg (Australia)
Marburg – miasto w Australii, w stanie Queensland.